# Linda (Californie)
Pour les articles homonymes, voir Linda.
Linda est une census-designated place du comté de Yuba, dans l'État de Californie, aux États-Unis,. En 2020, elle compte une population de 21 654 habitants.